# حسین شهید سهروردی
حسین شهید سهروردی (হোসেন শহীদ সোহ্রাওয়ার্দী؛ زاده ۸ سپتامبر ۱۸۹۲ – درگذشته ۵ دسامبر ۱۹۶۳) یک سیاست‌مدار اهل پاکستان و از سپتامبر ۱۹۵۶ تا اکتبر ۱۹۵۷ نخست‌وزیر این کشور بود.